# 龙运市
龙运（泰米尔文：Kataram，古称「都元国」），是马来西亚登嘉楼州龙运县的首府，隶属于龙运市议会。

## 历史
都昆國是马来半岛古国，最早見於《漢書·地理志》，《梁书》称为“屈都昆”，“干陀利”、“斤陀利”。都乾、都昆，都元乃是Dungun之对音，马来语中羊味果之意。。
《汉书·地理志》记载：“自日南障塞、徐闻、合浦，船行可五月，有都元国”

《康泰吴时外国传》记载
从波辽国南去，到屈都乾国，土地有人民可二千余家，皆曰朱吾县民，叛居其中。都昆在扶南南三千余里，出藿香

《水经注》引晋书地道记
朱吾县属日南郡，去郡二百里，此县民汉时不堪二千石长吏苛求，引屈都乾为国
。

《通典·边防》记录
都昆出好栈香、藿香及硫磺。其藿香树生千岁，根本甚大，伐之四五年，木皆朽败，唯中节坚贞，芬芳独存，取以为香
。

## 教育
距离龙运市最近的华文小学为五里新村华文小学，当地主要中学为苏丹奥玛中学（SMK Sultan Omar），位于市中心。

## 交通

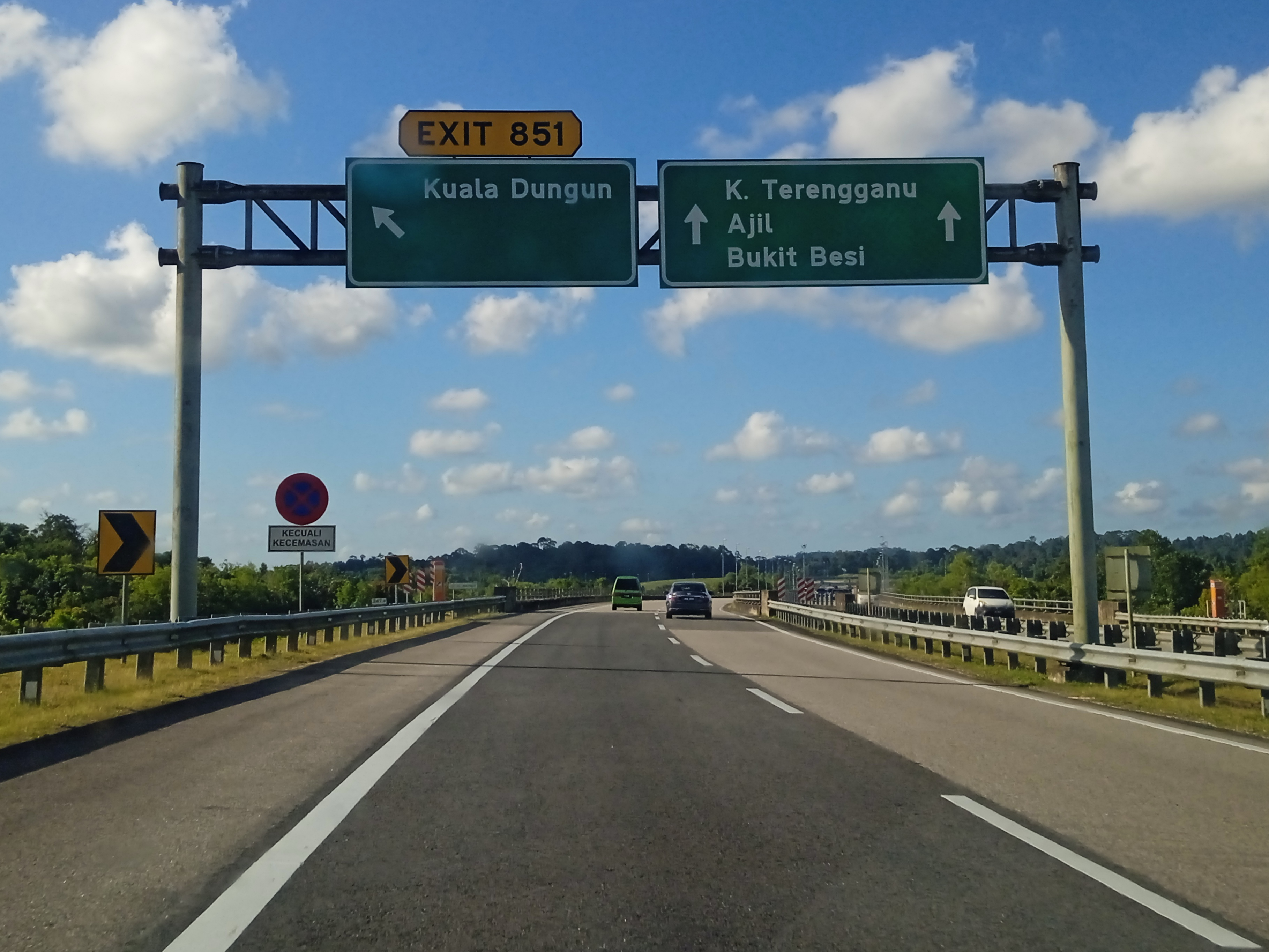
龙运市

龙运市位于龙运河河口，故马来语名为「Kuala Dungun」（即为龙运河口）。龙运市有联邦公路3号，可通往马来西亚半岛东海岸各大城镇如哥打峇鲁、州首府瓜拉登嘉楼和关丹。距离龙运最近的大道为东海岸大道（LPT）的铁山（Bukit Besi）出口，可通过龙运－铁山公路前往。东海岸大道同样也可前往哥打峇鲁和瓜拉登嘉楼，只不过这条高速公路可直接通往马来西亚半岛西海岸主要城市如吉隆坡。
龙运市也将是东海岸衔接铁道（ECRL，简称「东铁」）的停留站点之一，这将使未来龙运市迎来第一个火车站，预计将于2026年完工。
龙运市早些年间也有一座龙运机场，但目前已暂停营运且已改造成一座高尔夫球场。
龙运也设有一座码头，提供前往丁莪岛（Pulau Tenggol）的服务，航程约45分钟。

## 延伸阅读
[在维基数据编辑]
 《欽定古今圖書集成·方輿彙編·邊裔典·都昆部》，出自陈梦雷《古今圖書集成》